# Schloss Arenberg (Salzburg)

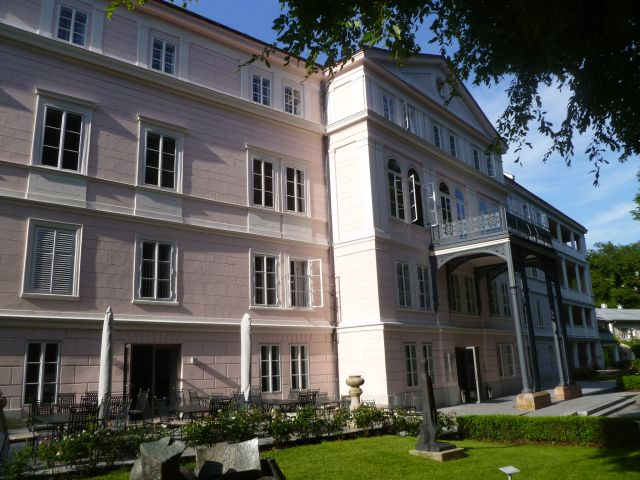
Schloss Arenberg

Schloss Arenberg (ursprünglich Schloss Bürglstein) ist ein ursprünglich aus dem frühen 17. Jahrhundert stammendes, im 19. Jahrhundert neu errichtetes Biedermeier-Schloss in der Stadt Salzburg. Es dient heute als Konferenzzentrum für Wissenschaftler und Künstler. Im frei zugänglichen Schlosspark steht eine Reihe an modernen Skulpturen aus der Sammlung der Stiftung Würth.

## Lage
Schloss Arenberg liegt rechts der Salzach an der Arenbergstraße (der früheren Äußeren Steingasse) im Äußeren Stein eingebettet zwischen dem südlichen Fuß des Kapuzinerbergs und dem nördlichen Rand des Bürglsteins, eines kleinen Berges, der ursprünglich dem Schloss sowie der engeren Umgebung seinen Namen gab. Das Areal zählt noch zur rechten Altstadt und gehört damit zu dem als UNESCO-Weltkulturerbe geschützten Historischen Zentrum. Der Schlosspark ist außerdem von der südlich des Bürglsteins gelegenen Bürglsteinstraße aus zugänglich.

## Geschichte
Im 14. Jahrhundert ist die Liegenschaft urkundlich als im Besitz des Domkapitels bezeugt. Im 16. Jahrhundert wohnten hier die Herren von Pirglstein und später kurze Zeit auch die Herren von Rehlingen. Im 17. Jahrhundert wurde das Schloss Bürglstein von Erzbischof Johann Ernst von Thun erworben, der es 1695 den Ursulinen als Heimstätte und als Unterrichtsort für Mädchen übergab. Der Standort stellte sich aber als wenig geeignet heraus. Daher übersiedelten die Nonnen samt Schule in die Gstättengasse (Grundsteinlegung 1699, Fertigstellung um 1720); das Schloss diente nun als Lehrstätte für die Alumnaten des Priesterseminars.
1791 kaufte der Kunstgärtner Joseph Rosenegger das Anwesen. Er gestaltete den Park zu einem beliebten Ausflugsziel der Salzburger um. 1792 entdeckte Rosenegger bei Grabungsarbeiten für den neuen Park ein großes, römisches Gräberfeld. Damals wurde der von Rosenegger im englischen Stil angelegte, weitläufige Schlosspark, der den Bürglsteinfelsen mit einbezog, zum weitum gerühmten und beliebten Ausflugsziel für Salzburger und Fremde. Auch etliche Staatsoberhäupter besuchten den Park.
Nach einem Brand im Jahr 1814 wurde das Schloss im Biedermeier-Stil wieder errichtet. Am 3. Jänner 1842 wurde Eberhard Fugger, ein namhafter Geologe, späterer Direktor des damaligen Museums Carolino Augusteum und ab 1911 Ehrenbürger der Landeshauptstadt, auf dem damaligen Schloss Bürglstein geboren.
1861 kaufte Sophie Fürstin von Arenberg, geb. Prinzessin von Auersperg, das Schloss Bürglstein und baute es aus. Sie verband die beiden dreigeschoßigen Bauten Roseneggers durch einen Mitteltrakt. Von 1912 bis 1922 diente das Gebäude als Wohnhaus für den Schriftsteller und Philosophen Hermann Bahr und dessen Frau Anna Bahr-Mildenburg, Opernsängerin und Mitbegründerin der Salzburger Festspiele.
Das spätbiedermeierliche Schloss mit sechsachsigem, stark durchfenstertem und übergiebeltem Mittelrisalit ging 1931 in das Eigentum von Stadt und Land Salzburg und der Salzburger Sparkasse über.
Im Jahr 2001 kaufte die gemeinnützige Salzburg Stiftung der American Austrian Foundation Schloss Arenberg, um hier ein internationales Konferenzzentrum für Ärzte, Wissenschaftler und Künstler zu schaffen.
Am 20. April 2009 zerstörte ein durch Schweißarbeiten ausgelöster Brand den Dachstuhl des Gebäudes. Er wurde wieder instand gesetzt.

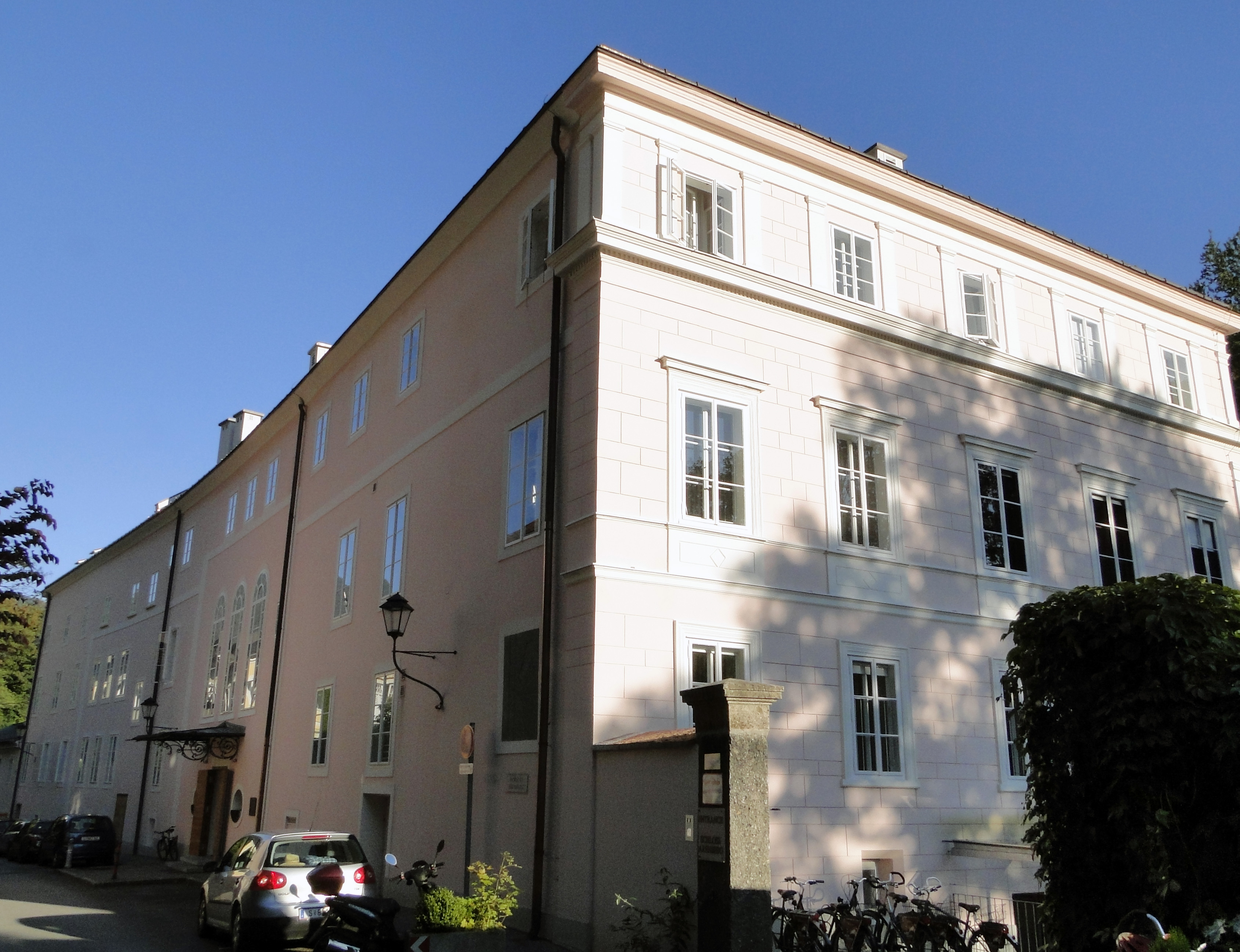
Schloss Arenberg: Ansicht von der Arenbergstrasse aus
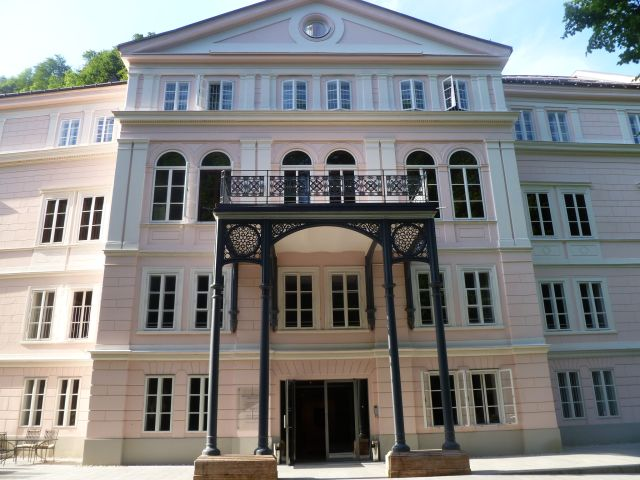
Schloss Arenberg: Ansicht vom Park aus
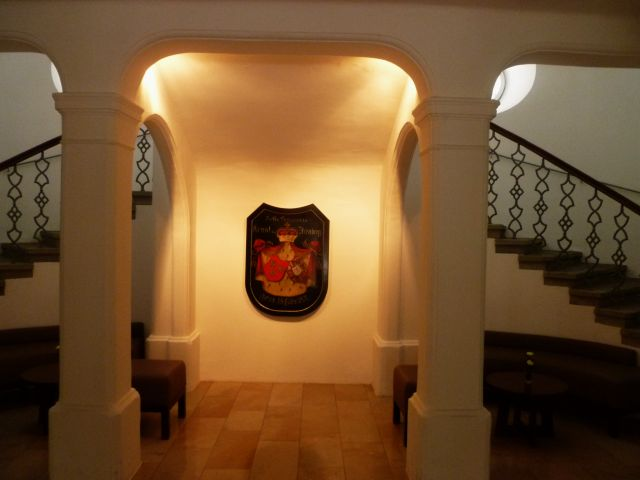
Schloss Arenberg: Blick in das Schlossinnere

## Der Schlosspark
Der südlich des Schlosses liegende Park dient als Skulpturenpark und beherbergt zeitgenössische Skulpturen.

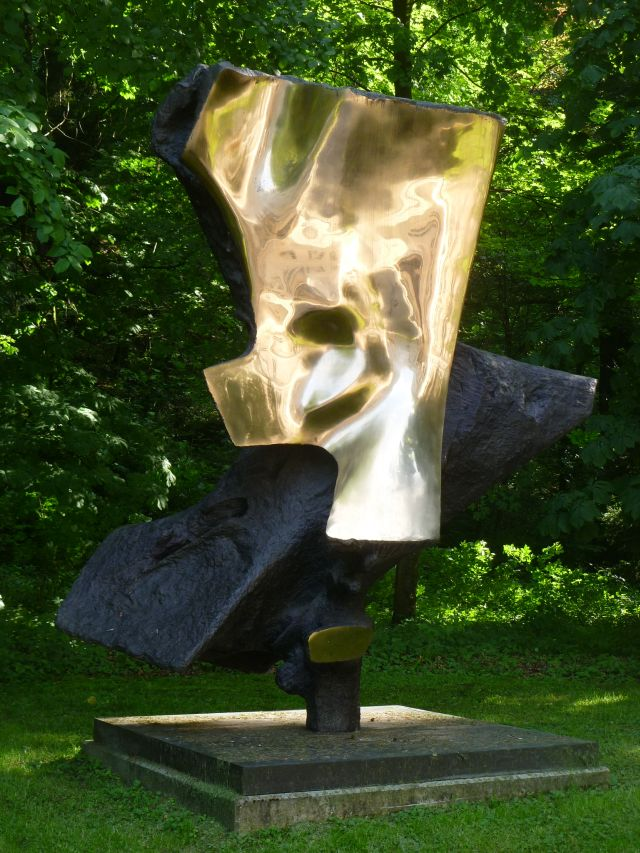
Großer Phönix III (1966) von Bernhard Heiliger
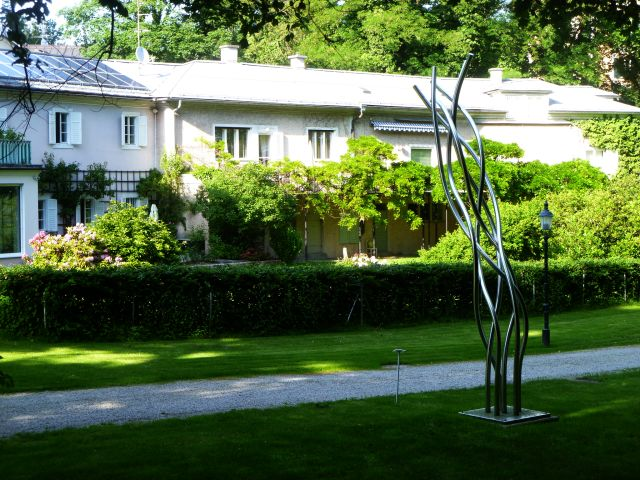
Ohne Titel (2006) von Gertrude Reum

Vom Park aus ist auch ein Aufgang auf den von ihm umschlossenen kleinen Bürglstein möglich, der jedoch aufgrund des Baumbestandes kaum Ausblicke bietet. Zu sehen sind noch einige Reste der von Rosenegger gestalteten Anlage, namentlich Postamente des früheren dortigen Pavillons und von zwei Steinskulpturen.